# Kurzia trichoclados
Kurzia trichoclados là một loài rêu tản trong họ Lepidoziaceae. Loài này được (K. Müller) Grolle miêu tả khoa học lần đầu tiên năm 1963.